# 李運正
李運正，字會昌，號固安，贵州黃平人，清朝政治人物、同進士出身。

## 生平
雍正八年（1730年）庚戌科進士，三甲一百五十七名，官廣西博白縣知縣。